# Campionat d'Europa de trial júnior
El Campionat d'Europa de trial júnior (oficialment: European Trial Junior Cup), regulat per la FIM Europe (l'antiga UEM), és la màxima competició europea de trial a l'aire lliure en categoria Júnior.
Es disputa des del 2004 i està reservat a pilots d'entre 16 i 23 anys que tinguin permís de conduir vàlid per a motocicletes de fins a 125 cc.

## Historial
A 26 de novembre de 2024
| Edició | Any  | Campió                | Motocicleta           |
| ------ | ---- | --------------------- | --------------------- |
| I      | 2004 | Matteo Grattarola     | Sherco                |
| II     | 2005 | Daniel Oliveras       | Gas Gas               |
| III    | 2006 | Alexz Wigg            | Gas Gas               |
| IV     | 2007 | Alfredo Gómez         | Gas Gas               |
| V      | 2008 | Alexandre Ferrer      | Sherco                |
| VI     | 2009 | Jonathan Richardson   | Sherco                |
| VII    | 2010 | Pol Tarrés            | Gas Gas               |
| VIII   | 2011 | Jack Sheppard         | Beta                  |
| IX     | 2012 | Francesco Cabrini     | Beta                  |
| X      | 2013 | Iwan Roberts          | Beta                  |
| XI     | 2014 | Sascha Neumann        | Gas Gas               |
| XII    | 2015 | Pierre Sauvage        | Sherco                |
| XIII   | 2016 | Jack Peace            | Gas Gas               |
| XIV    | 2017 | Manuel Copetti        | Vertigo               |
| XV     | 2018 | Sergio Piardi         | Beta                  |
| XVI    | 2019 | Marco Mempör          | Beta                  |
|        | 2020 | Cancel·lat (COVID-19) | Cancel·lat (COVID-19) |
| XVII   | 2021 | Harry Hemingway       | Beta                  |
| XVIII  | 2022 | Milosz Żyznowski      | Gas Gas               |
| XIX    | 2023 | Giacomo Brunisso      | Beta                  |
| XX     | 2024 | Mirko Pedretti        | Beta                  |